# Штегман, Борис Карлович
Борис Карлович Штегман (13 [25] декабря 1898, Псков — 28 декабря 1975, Ленинград) — советский орнитолог.

## Биография
Родился в Пскове в семье Карла Христиановича Штегмана, служащего ряда коммерческих банков Пскова, позднее Петербурга. В 1912 г. семья переехала в Петербург, где Борис поступил в гимназию. После её окончания принят в Петроградский университет естественное отделение физико-математического факультета. С 1917 по 1922 год успел окончить 2 с половиной университетских курса. Ученик П. П. Сушкина. С 23 апреля 1918 по 20 мая 1919 года служил техником в Отделе прикладной ботаники Роберта Регеля, собирал гербарий декоративных и других культурных растений.
С 1919 по 1921 три года (так в источнике) служил в Красной Армии. С 1921 года работает препаратором в Отделении орнитологии Зоологического института АН СССР в Ленинграде. Одновременно с 1921 по 1923 является специалистом Всесоюзного института защиты растений. С 1928 — научный сотрудник Зоологического института. В 1934 присуждена ученая степень доктора биологических наук по совокупности опубликованных работ (без защиты диссертации). В 1935—1938 годах был куратором Кружка юных натуралистов (КЮН) при Зоологическом институте, которым руководил А. М. Котон. С 1931 по 1941 значился в Зоологическом институте «научным сотрудником I разряда».
В 1930 году немецкий орнитолог Э. Штреземан писал своему коллеге Э. Хартерту в Великобританию: «На востоке взошла новая звезда, этот Штегман будет новым Палласом; ни с одним из систематиков у меня нет такой интересной переписки, как с ним».
Штегман участвовал в международных орнитологических конгрессах в 1930 году в Амстердаме и в 1934 году в Оксфорде. В 1936 избран почётным членом Немецкого орнитологического общества, позднее избран почётным членом Британского и Американского орнитологических обществ.
Планировалось избрание Штегмана членом-корреспондентом АН СССР. Но в 1938 арестован и вплоть до 1940 года полтора года провёл в тюрьме. Попал в бериевский противопоток и освобождён до приговора, но в начале Отечественной войны, как немец, выслан из Ленинграда. Как сообщают источники, «по собственному выбору» выехал в Алма-Ату.
Не был принят на работу в филиал Академии Наук в Казахстане. Некоторое время работал в Алма-Атинском заповеднике. Но из-за невозможности получить прописку в Алма-Ате, был вынужден поступить на службу в Казахскую Биостанцию Заготживсырья для работы на Балхашском биопункте. С 1941 по 1946 год наблюдатель по акклиматизации ондатры на биопункте в Джельтуранге в дельте Или на Балхаше. По словам Мариковского, после 1946 года Штегман некоторое время работал в Институте зоологии в Алма-Ате (в том самом, куда его не взяли в 1941), а затем перешёл в Казахстанский институт защиты растений. Он числился спецпоселенцем до 1954 года.
Приехав в Ленинград, Штегман попытался вернуться в Зоологический институт, но получил отказ. Не ранее 1956 года ему удалось поступить на работу в институт Биологии внутренних вод в посёлке Борок под руководством И. Д. Папанина. Существуют версия, что на трудоустройстве Штегмана настоял тоже бывший ссыльный Б. С. Кузин, которого Папанин сделал зам. директора по научной работе. Папанин назначил Штегмана главным редактором изданий института. Это позволяло, улаживая издательские дела в Ленинграде, проводить значительное время в коллекциях ЗИНа. До своей смерти занимал должность старшего научного сотрудника ИБВВ в Борке. В 1971 году тяжело заболел. Скончался Борис Карлович 28 декабря 1975 года в Ленинграде.

### Экспедиции
- 1921, лето — Приалтайские степи и из Усть-Каменогорска в Риддерск[19] (Ежегодник Зоологического музея Академии Наук за 1926 г.).
- 1925 — Юго-восточное Забайкалье и обработка коллекции Читинского краеведческого музея[20].
- 1927 — Кара-Даг, Крым[21]
- 1928 — Малый Хинган, Приамурье.

### Вклад в орнитологию
Ввел понятие «тип фауны» как самостоятельного и не поддающегося объединению в более крупные единицы фаунистического комплекса, отличающегося друг от друга районом происхождения и историей формирования. Понятие «тип фауны» (для Палеарктики это сибирский, европейский, средиземноморский, монгольский, тибетский и китайский типы фауны), по мнению Штегмана, должно было вытеснить чисто зоогеографический термин «подобласть».

### Мемуары
Написал воспоминания о работе на биопункте Джультуранга «В тростниках Прибалхашья». Книга готовилась к публикации в 1951 г. в Казахском государственном издательстве, но набор был рассыпан по цензурным причинам. И книга уцелела в единственном «наборном» экземпляре. Этот экземпляр нашёл сотрудник Зоологического института Пётр Петрович Стрелков. В 2004 году в Московском издательстве КМК книга увидела свет. Издание книги Б. К. Штегмана оплатил из личных средств орнитолог д-р Курт Бауэр (Вена).

## Семья
- Сестра — Вильма Карловна Штегман-Гаева (1894—1986)[9], сотрудник Эрмитажа 1920—1941 и 1945—1948 годы[23].
- Жена — Татьяна Сергеевна Савельева (1902—1982), племянница гидробиолога и энтомолога А. М. Дьяконова[24]. Детей в семье не было.

## Таксоны, названные в честь Б. К. Штегмана
- Чукотский монгольский зуек (Charadrius mongolus stegmanni Portenko, 1939)
- Монгольский каменный глухарь (Tetrao urogalloides stegmanni Potapov, 1985).
- Полевой воробей (Passer montanus stegmanni Dementiev, 1933)
- Средне-азиатская пустельга (Falco tinnunculus stegmanni Portenko, 1931)
- Голубая сорока (Cyanopica cyanus stegmanni Meise, 1932)
- Толстоклювая камышовка (Phragmaticola aёdon stegmanni (Watson, 1985)), новое название для описанного Штегманом подвида Phragmaticola aёdon rufescens Stegmann, 1929.
- Сизая чайка (Larus canus stegmanni Brodkorb., 1935) рассматривается как синоним западносибирской сизой чайки (Larus canus heinei Homeyer, 1853).

### Книги
- Штегман Б. К. Вороновые птицы. Определители по фауне СССР (Том 6). Л.: Изд-во Академии наук СССР, 1932. 32 с.
- Штегман Б. К. Дневные хищники. Т. I, Вып. 5 : Фауна СССР. Птицы. М. Л. : Изд-во Акад. наук СССР, 1937. — 317 с.
- Штегман Б. К. Основы орнитографического деления Палеарктики. Т. 1, вып. 2 Фауна СССР. Нов. сер. № 19 : Птицы. М.-Л.: Изд-во АН СССР, 1938. 156 с. (Книга содержит 80 стр резюме на немецком языке).
- Иванов А. И., Штегман Б. К. Краткий определитель птиц СССР. М.-Л.: Наука, 1964. 528 с. Второе издание: Ленинград. «Наука» Ленинградское отделение, 1978. 560 с.
- Г. П. Дементьев, Н. А. Гладков, К. Н. Благосклонов, И. Б. Волчанецкий, Р. Н. Мекленбургцев, Е. С. Птушенко, А. К. Рустамов, Е. П. Спангенберг, А. М. Судиловская, Б. К. Штегман. Птицы Советского Союза. Том 6. М.: 1954. Изд-во «Советская наука». с. 230—233. (Б. К. Штегманом составлены определительные таблицы)
- Штегман Б. К. В тростниках Прибалхашья : Жизнь и приключения ссыльного натуралиста, 1941—1948 гг.. — М.: Т-во научных изданий КМК, 2004. — 208 с. — 1000 экз. — ISBN 5-87317-154-8.

### Статьи
- Stegmann B. 1928. Vorläufige Mitteilung über eine ornithologische Forschungsreise an den mittleren und oberen Amur, sowie in das westliche Stanovoi-Gebirge. // Proc. of Ac. Scien. of USSR, ser. А, p. 509—514.
- Stegmann B. 1931. Die Vögel des dauro-mandschurischen Übergangsgebietes // Journ. für Ornithol. Bd. 79. H. 2. S. 137—236.
- Stegmann B. K. Über die Formen der großen Möwen (subgenus Larus) und ihre gegenseitigen Beziehungen. // Journal für Ornithologie. 82, 1934, S. 340—380.
- Штегман Б. К. Основы орнитогеографического деления Палеарктики // Изв. АН СССР. Сер. биол. 1936. № 2-3. С. 523—563.
- Штегман Б. К. Эндемизм в авифауне евразийских степей // Памяти академика Л. С. Берга : сборник работ по географии и биологии / под ред. Э. М. Мурзаева. М. ; Л. : Изд-во АН СССО, 1955. С. 403—420.
- Stegmann B. 1962. Die verkümmerte distale Handschwinge des Vogel flügels // J. Ornithol. Bd. 103. H. 1. S. 50-85.

## Адреса
- 1907 — Псков, Великолуцкая ул., дом Жанжарова[25].
- 1915 — Петроград, Лиговская, 55[26].
- 1917 — Петроград, Екатерининский канал, 52[27].

## Интересный факт
В. Бианки пишет в мае 1938 года рассказ «Медведь и пень», а в конце приводит справку: «Случай подлинный. Свидетелем ему был на Дальнем Востоке Б. К. Штегман».

### Рекомендуемые источники
- Нейфельдт И. А., Юдин К. А. Вклад в науку ленинградских орнитологов Е. В. Кольцовой, Л. А. Портенко и Б. К. Штегмана // Филогения и систематика птиц / Тр. Зоол. ин-та АН СССР. 1981. — Т. 102. — С. 3-33.
- Смирнов А. В. Штегман Борис Карлович // Биология в Санкт-Петербурге. 1703—2008. Энциклопедический словарь / отв. ред. Э. И. Колчинский. — СПб.: Нестор-история, 2011. — С. 521.
- Фортунатов А. Ф. Некролог // Биология, морфология и систематика водных организмов. — Наука, 1976. — Вып.31. — С. 170—171.
- Кафанов А. И., Кудряшов В. А. Выдающиеся ученые-биогеографы: биобиблиографический справочник / отв. ред. И. А. Черешнев. — М. : Наука, 2007. — 307 с. — ISBN 5-02-035318-3